# Dicranomyia nearcuata
Dicranomyia nearcuata är en tvåvingeart som först beskrevs av Alexander 1940.  Dicranomyia nearcuata ingår i släktet Dicranomyia och familjen småharkrankar. Inga underarter finns listade i Catalogue of Life.